# Mabel Fitzhamon
Mabel Fitzrobert dei Fitzhamon di Gloucester (Gloucestershire, 1090 – Bristol, 29 settembre 1157) nobile anglonormanna, fu signora di Gloucester dal 1107 al 1122, anno in cui il marito Roberto di Caen fu creato primo conte di Gloucester, divenendo contessa consorte di Gloucester, dal 1122 al 1147.

## Origine
Secondo il monaco e cronista normanno Guglielmo di Jumièges, era la figlia primogenita ed erede di Robert Fitzhamon (? - † 1107), signore di Gloucester e del Glamorgan, e di Sibilla di Montgommery, che secondo il monaco e cronista inglese, Orderico Vitale, era figlia di Ruggero di Shrewsbury e di Mabel d'Alençon, che ancora secondo Guglielmo di Jumièges era la figlia di Guglielmo "Talvas" Signore d'Alençon e della moglie Hildeburga.
 Secondo il Dugdale Monasticon II, Tewkesbury Monastery, Gloucestershire I, Chronica de Fundatoribus et Fundatione Ecclesiæ Theokusburiæ, a pagina 60 (non consultato), Robert Fitzhamon era figlio di Hamon, signore di un feudo nel Cotentin (Robertum filium Haymonis, dominum de Astramervilla in Normannia) e della moglie di cui non conosciamo né il nome né gli ascendenti.

## Biografia
Ancora secondo il Dugdale Monasticon II, Tewkesbury Monastery, Gloucestershire I, Chronica de Fundatoribus et Fundatione Ecclesiæ Theokusburiæ, a pagina 60 (non consultato), Mabel, nata nel 1090 era la figlia maggiore di quattro sorelle, che sempre secondo il Dugdale Monasticon II, Tewkesbury Monastery, Gloucestershire I, Chronica de Fundatoribus et Fundatione Ecclesiæ Theokusburiæ, a pagina 60 (non consultato), entrarono tutte in convento, con il risultato che essa divenne erede dell'intero patrimonio familiare.
Nel marzo 1107, quando suo padre morì a Newbury, Mabel ereditò le signorie di Gloucester e del Glamorgan, e pare che la madre si risposasse, in seconde nozze con Giovanni di Rasmes.
Poco dopo la morte del padre Mabel, verso il 1110, sposò il figlio primogenito del re d'Inghilterra, Roberto di Caen cui portò le proprietà e le ricchezze di famiglia. Roberto di Caen, secondo Orderico Vitale, era figlio illegittimo del re d'Inghilterra e duca di Normandia, Enrico I Beauclerc; Guglielmo di Jumièges, oltre che confermare che era figlio di Enrico i, precisa che era il primogenito.
Enrico I Beauclerc, sia secondo Guglielmo di Jumièges, autore della sua Historiæ Normannorum Scriptores Antiqui, che il cronista e monaco benedettino dell'abbazia di Malmesbury, nel Wiltshire (Wessex), Guglielmo di Malmesbury, Orderico Vitale, e il cronista e monaco benedettino inglese, Matteo di Parigi, era il figlio maschio quartogenito del duca di Normandia e re d'Inghilterra, Guglielmo il Conquistatore e di Matilde delle Fiandre (1032 - 1083).
La madre era presumibilmente una donna di Caen, in quanto Roberto era nato a Caen.
Nel 1120, morì il Cognato di Mabel, Guglielmo Adelin, l'unico figlio maschio legittimo ed unico erede al trono di Enrico I, mentre attraversava la Manica, assieme al padre, a Roberto e alla corte, per fare ritorno in Inghilterra, dopo la pace siglata con Luigi VI. Guglielmo Adelin perì, il 25 novembre 1120, al largo della costa normanna del Cotentin, nel naufragio notturno, a causa dell'urto contro uno scoglio affiorante della Nave Bianca, come racconta Guglielmo di Malmesbury
Enrico I, nel 1122, creò per il marito di Mabel, Roberto, la contea di Gloucester, che oltre al Gloucester comprende il Glamorgan, con il castello di Cardiff, in Galles. Grazie a questi territori, sommati alle proprietà (tra cui Évrecy) che deteneva in Normandia, Roberto divenne uno dei conti più potenti del regno; nel 1126, il marito, Roberto ricevette dal padre l'incarico di custodire in prigione, nel castello di Cardiff, suo zio Roberto il Corto, lo spodestato duca di Normandia.

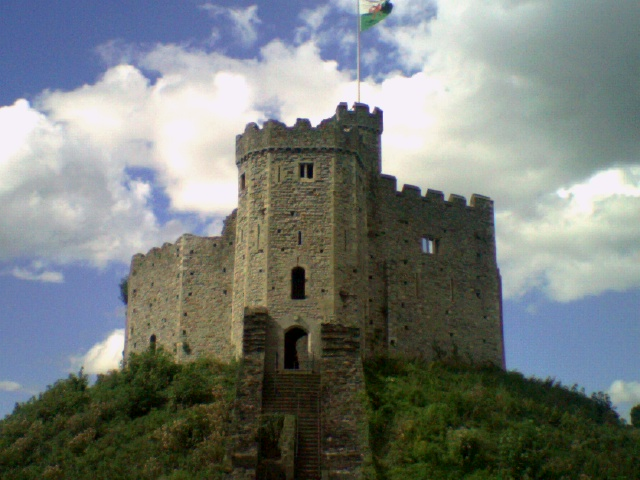
Il castello di Cardiff

Nel 1125, la cognata di Mabel, Matilde, figlia legittima di Enrico I, era rimasta vedova dell'imperatore germanico Enrico V. Enrico I, ancora senza eredi maschi, chiese alla figlia di rientrare in Inghilterra, la nominò sua erede e nel 1127 convocò un grande concilio con tutti i nobili laici ed ecclesiastici più importanti, tra cui suo cognato, Davide I di Scozia, suo nipote, Stefano di Blois (Matteo di Parigi afferma che Stefano fu il primo a giurare) e il suo primogenito Roberto di Gloucester. In occasione di questo concilio, Enrico I prese la decisione senza precedenti di far giurare ai suoi baroni che avrebbero accettato come regina la sua unica figlia legittima e quindi legittima erede.
Dopo la morte di Enrico I, i baroni non vollero rispettare il giuramento fatto, perché, nel frattempo Matilde si era sposata con Goffredo il Bello o Plantageneto, che nel frattempo era divenuto conte d'Angiò. Stefano di Blois, cugino di Roberto e Matilde riuscì a farsi incoronare re d'Inghilterra.
Matilde non accettò il fatto compiuto e si oppose a Stefano, per la violazione del giuramento di fedeltà; il marito di Mabel, Roberto, che, nel 1136, aveva giurato fedeltà a Stefano, durante la campagna che Stefano condusse in Normandia , nel 1137, in seguito a dissapori avuti col cugino, si riavvicinò alla sorellastra, e, l'anno seguente si schierò apertamente con Matilde, appoggiandola nella guerra che seguì, tra lei e Stefano, conosciuta come l'“Anarchia (o guerra civile) inglese”.
Dal 1139, e, per tutto il corso della guerra, Roberto fu il comandante in capo delle truppe che combattevano per Matilde.
Mabel, come contessa di Gloucester, affiancò il marito nell'amministrazione del contado, affiancandolo nella scelta degli uomini da onorare, nella stesura dei documenti e nella fondazione di importanti edifici come l'abbazia di Margam che finanziò con il proprio patrimonio personale.
Il marito, Roberto, secondo Gervasio di Canterbury, fu colto da una malattia che gli aveva procurato una forte febbre; Roberto di Gloucester, il 31 ottobre del 1147, morì, come confermano anche le Gesta Stephani Regis II che scrivono che morì a Bristol e nella contea di Gloucester gli successe il figlio Guglielmo
Mabel, dopo essere rimasta vedova, assunse su di sé il comando delle proprietà normanne della famiglia su concessione del figlio maggiore Guglielmo.
Mabel morì nel settembre 1157, come testimoniano gli Annales de Theokesberia e venne sepolta a Bristol accanto al marito a St. James Priory, una chiesa che loro stessi avevano fondato.

## Figli
Con il marito Mabel ebbe sei, forse otto figli:
- Guglielmo[1](1112 circa -1183), 2º conte di Gloucester, sposò Hawise (?-1197), figlia di Roberto II di Leicester;
- Ruggero (? - Tours, 9 agosto 1179), vescovo di Worcester[24];
- Hamon (?-1159), secondo la Chronicle of Melrose era figlio di Roberto e mori all'assedio di Tolosa[25];
- Roberto[26] (?-prima del 1157), sposò Hawise (?-dopo il 1210), figlia di Baldovino di Redvers[25];
- Maud (?-1189), sposò Ranulph de Gernon[27];
- Filippo[28] (?-dopo il 1147), Castellano di Cricklade[28], prese parte alla Seconda Crociata[25].

Altri due figli, secondo alcuni sono ancora figli di Mabel, secondo altri invece sarebbero figli di amanti di cui non si conoscono né il nome né gli ascendenti:
- Riccardo (? - † 1175), citato nel Calvados, Vol. I, Ardennes, 15 a pag. 3, come figlio di Roberto[25];
- Mabel, citata nel Domesday Descendants come figlia di Roberto[25].

### Fonti primarie
- (LA)  Annales Monastici, Vol. I.
- (LA)  Regesta Regem Anglo-Normannorum, Vol. II.
- (LA)  Ordericus Vitalis, Historia Ecclesiastica, vol. II.
- (LA)  Ordericus Vitalis, Historia Ecclesiastica, vol. unicum.
- (EN)  The ecclesiastical history of England and Normandy, vol. II.
- (LA)  Matthæi Parisiensis, monachi Sancti Albani, Chronica majora, vol I.
- (LA)  Matthæi Parisiensis, monachi Sancti Albani, Chronica majora, vol II.
- (LA)  Gesta Stephani Regis II.
- (LA)  Chronique de Robert de Torigni, abbé du Mont-Saint-Michel, vol I.
- (LA)  Chronique de Robert de Torigni, abbé du Mont-Saint-Michel, vol II.
- (LA)  The Historical Works of Gervase of Canterbury, Vol. I.
- (LA)  Florentii Wigorniensis monachi Chronicon, Tomus II.
- (LA)  Guglielmo di Malmesbury, Gesta Regum Anglorum.
- (EN)  Chronicle of the Kings of England: From the Earliest Period to the Reign, of king William's children.
- (LA)  Historiæ Normannorum Scriptores Antiqui.

### Letteratura storiografica
- Louis Alphen, "La Francia: Luigi VI e Luigi VII (1108-1180)", cap. XVII, vol. V (Il trionfo del papato e lo sviluppo comunale) della Storia del mondo medievale, 1999, pp. 705–739
- William John Corbett, "L'evoluzione del ducato di Normandia e la conquista normanna dell'inghilterra", cap. I, vol. VI (Declino dell'impero e del papato e sviluppo degli stati nazionali) della Storia del Mondo Medievale, 1999, pp. 5–55.
- William John Corbett, "Inghilterra, 1087-1154", cap. II, vol. VI (Declino dell'impero e del papato e sviluppo degli stati nazionali) della Storia del Mondo Medievale, 1999, pp. 56–98.